# Saint-Victor-de-Chrétienville
 Saint-Victor-de-Chrétienville  là một xã của tỉnh Eure, thuộc vùng Normandie, miền bắc nước Pháp.